# Punct de acumulare (matematică)
În analiza matematică, prin punct de acumulare al unei mulțimi nenumărabile se înțelege un punct care are vecini oricât de apropiați în mulțimea dată. 
De notat că un punct de acumulare al unei mulțimi nu trebuie neapărat să aparțină acelei mulțimi (doar mulțimile închise își conțin toate punctele de acumulare).
Un element al unei mulțimi care nu este punct de acumulare al mulțimii se numește punct izolat al mulțimii.
Termenul se datorează lui Karl Weierstrass (1860), care a formulat ceea ce ulterior avea să fie denumit teorema Weierstrass-Bolzano.

## Definiție
Într-un spațiu metric X, un punct {\displaystyle x_{0}\in X} este numit punct de acumulare al mulțimii {\displaystyle A\subseteq X} dacă pentru orice {\displaystyle \varepsilon \in (0,\infty )}, are loc {\displaystyle (B(x_{0},\varepsilon )\setminus \{x_{0}\})\cap A\neq \emptyset }, unde prin {\displaystyle B(x_{0},\varepsilon )} s-a notat bila (deschisă) centrată în {\displaystyle x_{0}} și de rază {\displaystyle \varepsilon }.

## Utilizări
Noțiunea de limită (matematică) a unei funcții poate fi definită doar în punctele de acumulare ale domeniului funcției.
O mulțime este numită închisă (topologic) dacă își conține toate punctele de acumulare. O mulțime A este densă într-un spațiu topologic dacă toate punctele spațiului sunt puncte de acumulare ale mulțimii A.